# نقاب (فاروج)
نقاب روستایی در دهستان تیتکانلو بخش خبوشان شهرستان فاروج استان خراسان شمالی ایران است.
زبان و قومیت مردم روستا کرمانج می باشد منطقه زیبای دندنقاب باغ های میوه ای و زمین های کشاورزی منطقه کوهپایه کوهستان نقاب و
شام داغی یا مصطلح تر شاه داغی را شامل میشود.
دندگر نقاب بخاطر چشمه دائمی آب شیرین آن و دره دند سکونتگاهی تاریخی برای عصرهای مختلف بشری بوده است . کما اینکه آثار باستانی، تپه ها ، و نمادهای زندگی انسانی در قرون مختلف به چشم میخورد که می تواند احتمال وجود مدنیت و شهر باستانی آساک، پایتخت اشکانیان را در این منطقه مطرح نماید، متأسفانه بعلت کم توجهی مسئولان، کشاورزان و دست اندازی های غیر مجاز در حال نابودی می باشند.
قنات آب شیرین در مرکز روستا ضمن اینکه توانسته موجب گردآمدن کرمانج ها در مکان کنونی روستای نقاب بشود احتمالاً منشا وجه تسمیه آن که تغییر شکل یافته نه خ ئاوبه کوردی و بعدها نخ آب و اصطلاح نه قاو و نقاب نیز باشد .
[[[نقاب]]] تا قبل از ۱۳۶۰ شمسی از رونق انسانی، کشاورزی و دامداری برخوردار بوده، به جهت خنک تر بودن آب و هوای کوهپایه ای و قابل کشت بودن مزارع دیم در دامنه شاه داغی از حدود مرز روستای خبوشان تا روستا و وجود دره و چشمه آب شیرین همواره در سال های کم بارش نیز میتوانسته پاسخگوی قناعت کشاورزی و دامپروری روستاییان باشد .

## مناطق دیدنی نقاب
منطقه باغات زیبا و هوای کوهپایه ای دند گر نقاب ، دیوارهای سنگ چینی باغات ، تپه های باستانی گه له گ یا قلعه ک ، کهنه گه له ، زاو، رخنه یا دره دند نقاب و چشمه یا جاوی آب سبک و شیرین ، کوه شاه داغی ، کوه تپه گرد سه ر ، باغات ده ند قجیگ یا دند کوچک ،
و نزدیک به آن مقبره توپه دار یا شاهزاده نورالله

## جمعیت
بر پایه سرشماری عمومی نفوس و مسکن در سال ۱۳۹۵ جمعیت این مکان ۴۴۱ نفر (۱۳۲خانوار) بوده‌است.